# Керигма
Ке́ригма (грец. κήρυγμα — оголошення, проголошення, заклик, проповідь) — термін новозавітної герменевтики. В Септуагінті він майже не зустрічається. Близький за змістом до поняття грец. εὐαγγέλιον — в буквальному значенні «блага вість».
Етимологічно слово керигма походить від дієслова κηρύσσω (κηρύττω), яке означає «бути глашатаєм, сповіщати, скликати або наказувати через глашатая, публічно пропагувати, вчити чогось важливого». У Септуагінті глашатай керигми розумівся зазвичай як світська особа, вісник царської волі (напр. Прип. 1:21), хоча там зустрічаються й винятки (Іон.1:2; Ион.3:2,4, Мих.2:11).
У сучасній біблеїстиці, слідуючи новозавітній традиції, терміном «керигма» також прийнято позначати основне богословське послання книг або окремих перікоп Старого Завіту.
Французький філософ-структураліст Поль Рікер, слідом за Рудольфом Бультманом, використовує термін «керигма» для позначення раціональної частини релігії, — чистий логос, очищений від міфологічних нашарувань. Згідно з його роботами, «керигма» відноситься до «структури»,  так само, як логос відноситься до міфос,  виростаючи з міфосу і протистоячи йому.